# 아카비라역
아카비라역(일본어: 赤平駅)은 일본 홋카이도 아카비라시에 있는 홋카이도 여객철도 · 일본화물철도 네무로 본선의 역이다. 역 번호는 T23이며, 단선 · 섬식의 구조를 합친 복합 철도 역사이다.

## 타는 곳
| 1 | ■ 네무로 본선 | (하행) | 아시베쓰 · 후라노 · 신토쿠 · 오비히로 · 구시로 방면 |
| 1 | ■ 네무로 본선 | (상행) | 다키카와 방면                                       |
| 2 | ■ 네무로 본선 | (상행) | 다키카와 방면 (열차 교환시만)                       |
| 3 | ■ 네무로 본선 |        | 임시 승강장                                         |

## 화물역
현재, 일본화물철도의 역은 차급 화물의 임시 취급역으로 되어 있다. 화물 열차의 발착은 없고, 화물설비나 접속하는 전용선도 없다.
예전엔, 역 남동쪽에 스미토모 석탄 광업 아카비라 광업소가 있어, 이 공장에 이르는 전용선이 역부터 분기하고 있었다. 전용선 상에는, 석탄을 화차에 싣기 위해 호퍼가 설치되어 있었다. 공장의 폐쇄에 의해, 1989년에 전용선이 폐지되자, 이 역의 화물열차 발착은 없어졌다. 맨 마지막의 1988년 3월 시점으로는, 석탄은 다키카와역과 히가시무로란역으로 수송되었다.

## 역 주변
- 국도 제38호선
- 아카비라 시청
- 호쿠몬 신용금고 아카비라 지점
- 호쿠요 은행 아카비라 지점
- 다키카와 농업협동조합(JA 다키카와) 아카비라 지점
- 아카비라야마 스키장
- 아카비라 시립 아카비라 종합병원
- 아카비라 공원

## 역사
- 1913년 11월 10일 : 국철의 가미아카비라역(일본어: 上赤平駅)으로서 개업.
- 1943년 6월 15일 : 아카비라역으로 개칭.
- 1987년 4월 1일 : 민영화에 의해, 홋카이도 여객철도로 이관.

## 인접 정차역
| 홋카이도 여객철도 네무로 본선     | 홋카이도 여객철도 네무로 본선 | 홋카이도 여객철도 네무로 본선 |
| --------------------------------- | ----------------------------- | ----------------------------- |
| T 22 히가시타키카와 다키카와 방면 | 네무로 본선                   | 모시리 T24 신토쿠 방면        |